# Palazzo dei congressi di Montréal
Il Palazzo dei congressi di Montréal (Palais des congrès de Montréal in francese) è un edificio adibito a centro congressi situato nel centro di Montréal, in Canada.
Grazie alla sua grande facciata, composta da vetrate multicolore, è uno dei simboli architettonici della città. Il Palais des congrès fu inaugurato nel maggio 1983. Dal 1999 al 2002 è stato sottoposto a ristrutturazione al fine di raddoppiarne la capacità.
Esso fu costruito sopra l'autostrada Ville-Marie, la principale autostrada sotterranea del centro di Montréal. È collegato alla metropolitana (fermata Place-d'Armes) e alla città sotterranea; si trova a 20 chilometri dall'aeroporto internazionale Pierre Trudeau.
La struttura interna è tra le più imponenti del mondo con più di 20.000 metri quadrati di spazi espositivi, e 100 tra sale conferenze e sale riunioni.
Nell'agosto del 2010 sul tetto del complesso è stato creato uno spazio giardino pensile nel quale, nei mesi caldi, vengono allestiti ricevimenti di benvenuto per l'apertura dei congressi.